# Rogi (Basses-Carpates)
Pour les articles homonymes, voir Rogi.
Rogi est une localité polonaise de la gmina de Miejsce Piastowe, située dans le powiat de Krosno en voïvodie des Basses-Carpates.